# Алатау (станція метро)
43°14′19″ пн. ш. 76°53′48″ сх. д. / 43.23861° пн. ш. 76.89667° сх. д.
«Алатау» (каз. Алатау) — проміжна станція першої лінії Алматинського метрополітену.
Відкрита 1 грудня 2011 у складі черги «Райимбек батир» — «Алатау».
Станція розташована південніше проспекту Абая між проспектом Гагаріна і вулицею Жарокова.

## Технічна характеристика
Конструкція станції — односклепінна мілкого закладення.

### Колійний розвиток
Станція з колійним розвитком — 4 стрілкових переводи, перехресний з'їзд і 2 станційні колії для відстою рухомого складу.

### Вестибюлі
Обслуговує Будинок видавництва, групу проектних і наукових інститутів.
Входи в підземний вестибюль розташовані вздовж проспекту Абая, вулиць Гагаріна і Жарокова. Вестибюлі розташовані по обидва боки платформової ділянки. До вестибюля № 1 підходить пішохідний перехід, розташований поперек проспекту Абая.

## Оздоблення
За основу ідеї проекту інтер'єру взято назву станції — «Алатау», а також найдавніша символіка народів, що жили на території Казахстану. Стіни оздоблені білим і зеленим мармуром. Підлога викладена сірим гранітом з простим графічним малюнком з ясно-коричневого граніту.
Над спусками в торцях платформової ділянки з боку вестибюлів розташовані художні тематичні панно, виконані з бронзи і рельєфу в техніці римської мозаїки. На них зображений гірський хребет Заілійський Алатау, який величаво здіймається над містом Алмати.